# Флагман
Фла́гман (нидерл. vlagman, от vlag — флаг и man — человек) — командующий флотом, или командир соединения кораблей (эскадры и т. п.), которому присвоен должностной флаг.
При совместном плавании могут быть старшие флагманы — командиры крупных соединений (от эскадры и выше), и младшие флагманы — командиры подчинённых соединений (дивизий, бригад и отрядов). Деление на старших и младших флагманов существовало в ВМФ СССР до 1959 года.
В СССР в 1935—1940 годах существовало персональное воинское звание флагмана — лица высшего начальствующего состава ВМФ. Воинское звание имело четыре ступени: (флагман флота 1-го и 2-го ранга, флагман 1-го и 2-го ранга). В 1940 году заменены адмиральскими званиями.